# 克福角水蚤
克福角水蚤（学名：Pontella kieferi）为角水蚤科角水蚤屬下的一个种。